# Mistrzostwa Świata Juniorów w Short Tracku 2022
Mistrzostwa Świata Juniorów w Short Tracku 2022 odbyły się w hali Olivia w Gdańsku, w dniach 4 – 6 marca 2022 roku.

## Klasyfikacja medalowa
| Lp. | Kraj             | Złoto | Srebro | Brąz | Razem |
| 1.  | Korea Południowa | 3     | 3      | 3    | 9     |
| 2.  | Kanada           | 3     | 1      | 0    | 4     |
| 3.  | Holandia         | 1     | 2      | 2    | 5     |
| 4.  | Włochy           | 1     | 0      | 0    | 1     |
| 5.  | Węgry            | 0     | 2      | 2    | 4     |
| 6.  | Francja          | 0     | 0      | 1    | 1     |

## Medaliści i medalistki

### Juniorzy
| Konkurencja          | Złoto                                                                                    | Czas     | Srebro                                                                  | Czas     | Brąz                                                                    | Czas     |
| -------------------- | ---------------------------------------------------------------------------------------- | -------- | ----------------------------------------------------------------------- | -------- | ----------------------------------------------------------------------- | -------- |
| 500 metrów           | Jenning de Boo                                                                           | 41.319   | Bence Nógrádi                                                           | 41.385   | Péter Jászapáti                                                         | 41.492   |
| 1000 metrów          | Kim Min-seo                                                                              | 1:26.929 | Park Geonn-yeong                                                        | 1:27.020 | Lee Do-gyu                                                              | 1:27.200 |
| 1500 metrów          | Park Geonn-yeong                                                                         | 2:21.408 | Lee Do-gyu                                                              | 2:21.509 | Kim Min-seo                                                             | 2:21.601 |
| Sztafeta 3000 metrów | Włochy Pietro Castellazzi · Alessandro Loreggia · Davide Oss Chemper · Lorenzo Previtali | 4:06.895 | Węgry Ádám Granasztói · Péter Jászapáti · Dominik Major · Bence Nógrádi | 4:06.986 | Francja Étienne Bastier · Noah Buffet · Tawan Thomas · Arthur Vanbesien | 4:07.039 |

### Juniorki
| Konkurencja          | Złoto                                                                              | Czas     | Srebro                                                                         | Czas     | Brąz                                                                  | Czas     |
| -------------------- | ---------------------------------------------------------------------------------- | -------- | ------------------------------------------------------------------------------ | -------- | --------------------------------------------------------------------- | -------- |
| 500 metrów           | Florence Brunelle                                                                  | 44.473   | Ann-Sophie Bachand                                                             | 44.559   | Michelle Velzeboer                                                    | 44.659   |
| 1000 metrów          | Florence Brunelle                                                                  | 1:32.000 | Kim Gil-li                                                                     | 1:32.072 | Diede van Oorschot                                                    | 1:32.298 |
| 1500 metrów          | Kim Gil-li                                                                         | 2:24.688 | Angel Daleman                                                                  | 2:25.612 | Jang Yeon-jae                                                         | 2:25.723 |
| Sztafeta 3000 metrów | Kanada Ann-Sophie Bachand · Anne-Clara Belley · Florence Brunelle · Ayisha Miao Qi | 4:19.363 | Holandia Angel Daleman · Zoë Deltrap · Diede van Oorschot · Michelle Velzeboer | 4:19.469 | Węgry Viktória Albert · Maja Somodi · Dóra Szigeti · Diána Laura Végi | 4:19.518 |